# Fremtidens telekommunikation
Fremtidens telekommunikation er en dansk dokumentarfilm fra 1980 instrueret af Flemming la Cour.

## Handling
Diverse folk interviewes om fremtidens telekommunikation. Til hvem? Og hvornår?